# Generalife
Il Palacio de Generalife (arabo: Jannat al-'Arif - Giardino dell'Architetto) fu la residenza estiva dei Nasridi del Sultanato di Granada. Si trova a Granada, in Andalusia, precisamente sul Cerro del Sol, a est del complesso palaziale di Alhambra.

## Storia
Il palazzo ed i relativi giardini furono costruiti probabilmente durante il regno di Maometto II (1273-1302) o forse durante quello di Maometto III (1257-1314). Abu I-Walid Isma'il (1313-1324) fece ristrutturare il complesso in occasione della vittoria contro i Castigliani durante una battaglia nella Vega de Granada e ne modificò il nome in Dar al-mamlaka al-saida (Gioiosa casa del Regno).
Dopo la Reconquista, il Generalife fu acquisito dal musulmano convertito Ibn-Hud. In seguito, nel XV secolo, fu ampliato e ristrutturato dalla famiglia genovese dei Grimaldi Pallavicini.
Diventato di proprietà statale (e associato al complesso dell'Alhambra come monumento nazionale) all'inizio del XX secolo, il Generalife venne sottoposto ad un'opera di conservazione. Dei giardini si occupò Francisco Prieto Moreno (1907-1985) tra il 1931 e il 1951, portando un'influenza italiana nella loro sistemazione.
Il recupero seguito all'incendio del 1958 portò alla scoperta della struttura originaria del Generalife e costituì l'occasione per una migliore opera di conservazione.
Nel 1984 il Generalife, insieme al complesso di Alhambra, è stato dichiarato Patrimonio dell'umanità protetto dall'UNESCO.

## Descrizione

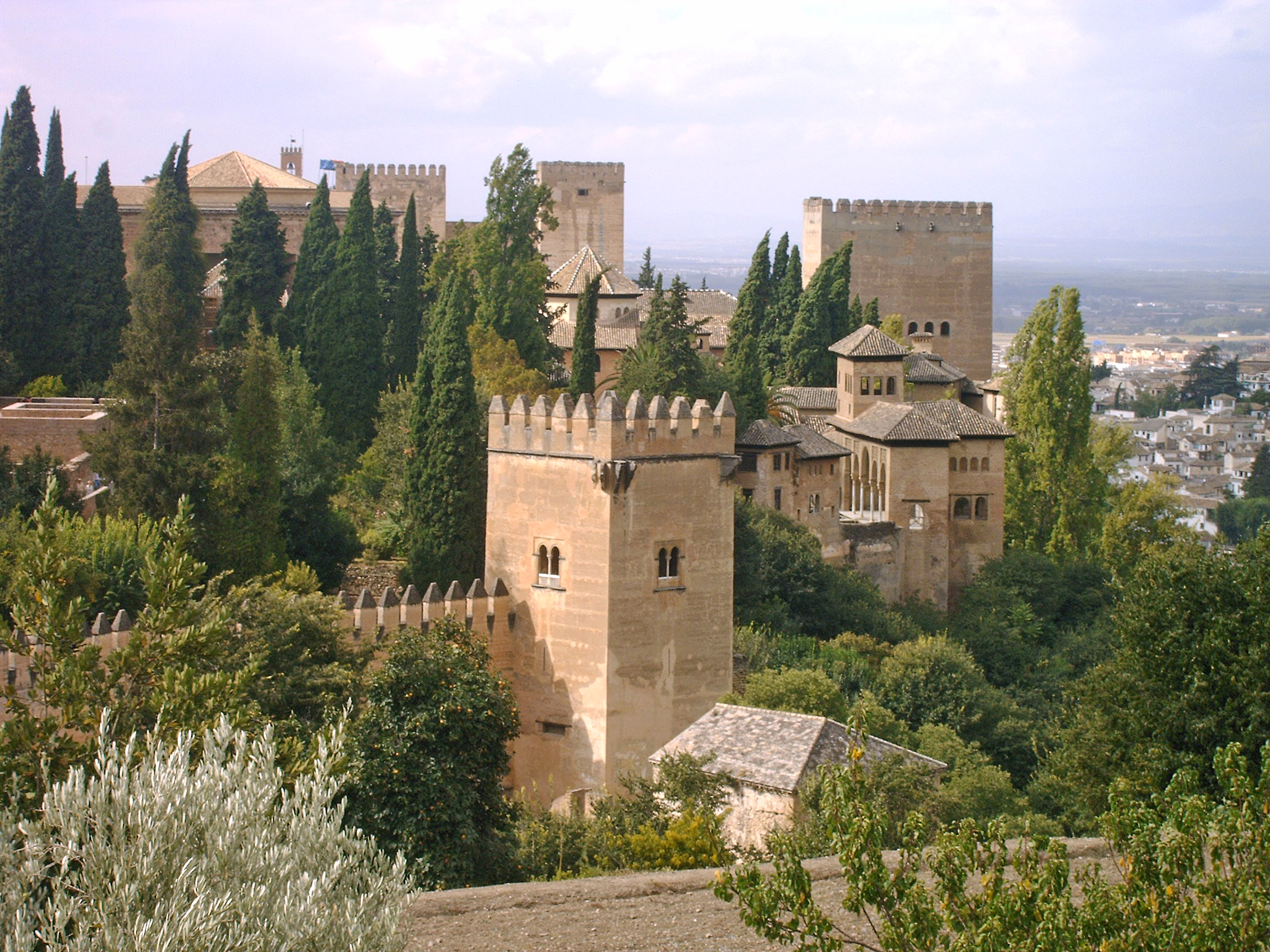
Alhambra vista da Generalife

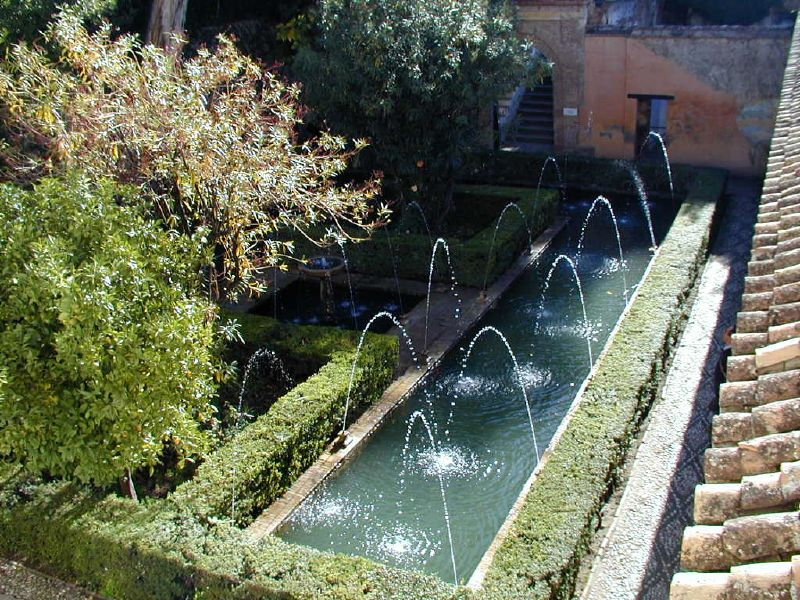
La piscina del Patio de la Acequia

Il complesso si sviluppa sul pendio di una collina, lungo il quale si distribuiscono in modo asimmetrico, su terrazzamenti, una grande varietà di spazi: padiglioni, corti, giardini, fontane, piscine e aiuole. Costruito su una delle più antiche aree terrazzate in Europa, integra la tradizione dei giardini mori, in particolare per quanto riguarda l'utilizzo dell'acqua e la concezione del giardino come luogo di produzione e di intrattenimento, con elementi tipici del Rinascimento e tecniche di giardinaggio contemporanee. 
Originariamente recintato da mura, il palazzo era collegato ad Alhambra attraverso un camminamento coperto che oltrepassava il burrone che li divideva. Oggi le mura non ci sono più, mentre il camminamento è ancora in larga parte esistente.
Il palazzo si sviluppa intorno al Patio de la Acequia Real (Corte del Giardino Acquatico), un giardino rettangolare lungo 48 metri, suddiviso in quattro aiuole e attraversato da un canale. Sui lati minori è delimitato da due padiglioni, ornati da portici e da pile a forma di loto. Il canale è circondato da numerosi zampilli (probabilmente realizzati nel XV sec. dai Pallavicini) e da numerose varietà di fiori e piante, che lo rendono vicino al modello islamico. Grazie alla collaborazione tra il Centro di Studi Islamici di Granada e il Centro de Investigation Cientifico di Madrid, è in corso un tentativo di recuperare il suo aspetto originale, sia dal punto di vista architettonico che botanico.
Attraverso il portico si giunge al Patio del Cipres de la Sultana (Giardino della Sultana o Corte dei Cipressi), anch'esso di forma rettangolare; presenta un bacino a U, al centro del quale ci sono una fontana quadrata e due aiuole. La struttura originale è stata mantenuta, benché sia stata soggetta a diverse modifiche, in modo particolare nel periodo rinascimentale. Su un lato del patio si affaccia una scalinata attraverso la quale si accede al "Giardino alto". La scalinata è suddivisa in tre rampe: piccoli getti d'acqua fuoriescono dalle pile circolari poste a ornamento dei pianerottoli che le separano. Caratteristico è il parapetto, lungo il quale scorre un canale, secondo una concezione probabilmente ripresa dai giardini bizantini, greci o romani.
I sentieri che uniscono corti e padiglioni, tracciati nel XX secolo, sono pavimentati in tipico stile di Granada con un mosaico di ciottoli: quelli bianchi provengono dal fiume Darro mentre quelli neri dal fiume Genil.
L'ala nord è ben conservata ed è costituita da un portico, da uno spazio trasversale con due camere da letto e da una torre.